# Arktisches Weidenröschen
Das Arktische Weidenröschen (Epilobium latifolium) ist eine Pflanzenart in der Familie der Nachtkerzengewächse (Onagraceae). Sie ist zirkumboreal verbreitet.

## Beschreibung

### Erscheinungsbild und Blatt
Das Arktische Weidenröschen wächst als ausdauernde krautige Pflanze und erreicht Wuchshöhen von meist 12 bis 35 Zentimeter. Sie bildet mit dicken, verholzten Rhizomen dichte Kolonien. Es werden viele drahtige Wurzeln gebildet. Die meist einfachen, aufrechten Stängel sind im unteren Bereich kahl und im oberen Bereich spärlich bis selten dicht borstig behaart.
Die grund- und wechselständig an den Stängeln spiralig angeordneten Laubblätter sind sitzend oder 2 mm lang gestielt. Die einfachen Blattspreiten der braunen Grundblätter sind dreieckig-eiförmig mit einer Länge von 5 bis 10 mm. Die einfachen Blattspreiten der grünen, blau-grünen oder hellgrünen Stängelblätter sind 2 bis 5 (selten bis zu 8) cm lang und 0,6 bis 1,7 (selten bis zu 2,6) cm breit, elliptisch oder eiförmig bis lanzettlich-elliptisch mit keilförmiger oder manchmal fast stumpfer Spreitenbasis und stumpfem oder zugespitztem oberen Ende. Der Blattrand ist fast ganzrandig bis mit vier bis sieben Zähnen entfernt punktiert-gezähnt. Die Blattflächen sind fast kahl bis borstig behaart besonders an den Blattadern. Es sind auf jeder Seite der Hauptader drei oder vier undeutliche Seitenadern vorhanden. Nebenblätter existieren nicht.

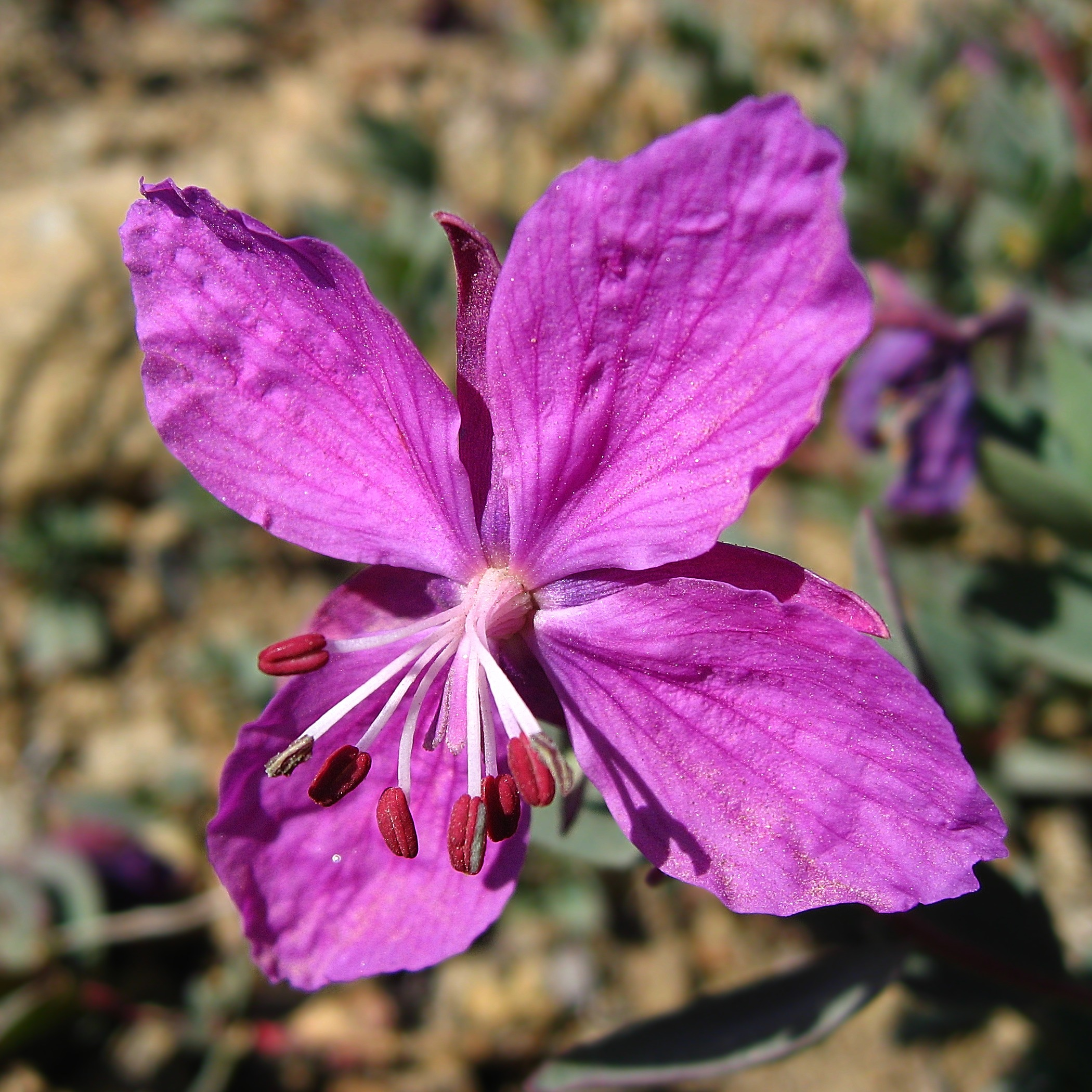
Vierzählige, zygomorphe Blüte im Detail von vorne

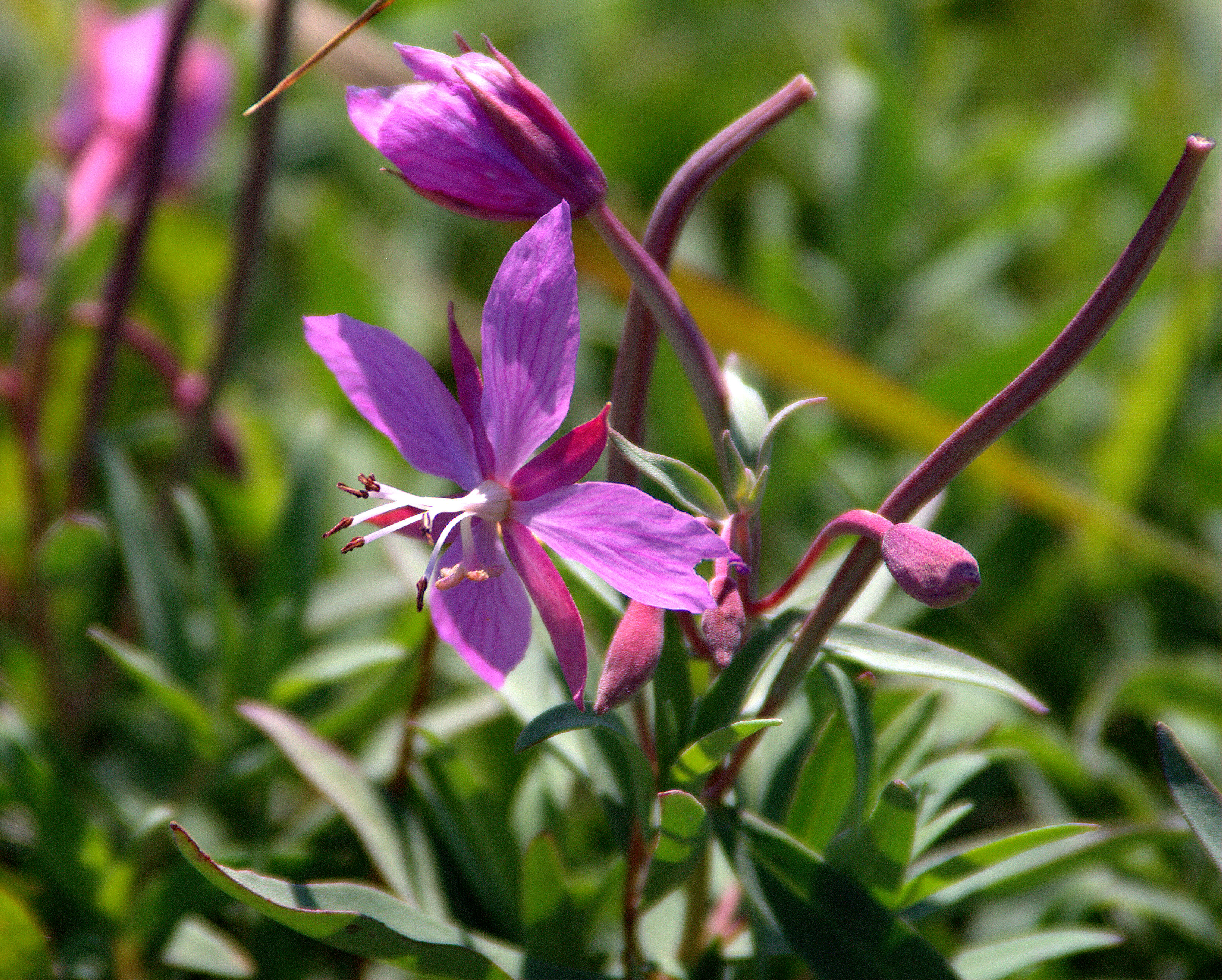
Blüte seitlich, mit unterständigen Fruchtknoten und nach unten gebogenen Griffel mit vierlappiger Narbe

### Blütenstand und Blüte
Die Blütezeit liegt meist in den Monaten Juli und August; in China reicht sie von Juni bis August. Der einfache Blütenstand ist mehr oder weniger stark borstig behaart und enthält bis zu 15 Blüten. Die laubblattähnlichen Tragblätter sind etwa halb so lang wie die Stängelblätter. Die Blütenknospen sind aufrecht und die Blüten hängen schon früh während der Anthese.
Die zwittrigen Blüten sind bei einer Höhe von 3 bis 5 Zentimeter leicht zygomorph und vierzählig mit doppelter Blütenhülle. Die vier freien Kelchblätter weisen eine Länge von 1 bis 1,6 cm und eine Breite von 1,5 bis 3,5 mm auf. Die vier freien Kronblätter weisen eine Länge von 1 bis 2,4 (selten bis zu 3,2) cm und eine Breite von 0,7 bis 1,5 (selten bis zu 2,3) cm auf. Die Farben der Kronblätter können stark variieren: zum einen kommen kräftig dunkelblütige, purpurrote, rosa-purpurfarbene oder rosafarbene Formen vor, zum anderen kann man auch fast weißblütige Exemplare finden. Die streng protandrischen Blüten produzieren Nektar durch einen erhabenen Diskus an der Basis der Staubblätter und Griffel. Es sind zwei Kreise mit je vier Staubblättern vorhanden. Vier Fruchtblätter sind zu einem unterständigen, vierkammerigen Fruchtknoten verwachsen, der purpurfarben-grün und 1 bis 2 cm lang sowie fein weiß behaart ist. Der kahle, 3,5 bis 8 mm lange Griffel ist anfangs nach unten gebogen, später aufrecht und endet in einer tief vierlappigen Narbe.

### Frucht und Samen
Der Fruchtstiel ist 1,2 bis 2,5 cm lang. Die borstig behaarte, vierfächerige Kapselfrucht ist 2,5 bis 8 cm lang und enthält viele Samen. Die 1,2 bis 2,1 mm langen und 0,4 bis 0,6 mm breiten Samen besitzen eine unregelmäßige niedrige netzartige Oberfläche. Auf den Samen befindet sich ein Büschel 9 bis 15 mm langer, lohfarbener bis düsterer, seidiger Haare, die nicht früh abfallen. In China reifen die Früchte zwischen August und Oktober.

### Chromosomenzahl
Die Chromosomenzahl beträgt 2n = 36 oder 72.

## Blütenökologie
Verglichen mit der südlicheren Verwandten, dem Schmalblättrigen Weidenröschen, hat das Arktische Weidenröschen seine Blüten an die Insektenarmut höherer Breiten angepasst. Insektenbestäubung kommt hier nur selten vor. Die Staubblätter des Arktischen Weidenröschens sind geringfügig länger als die Fruchtblätter und machen eine Selbstbestäubung möglich.

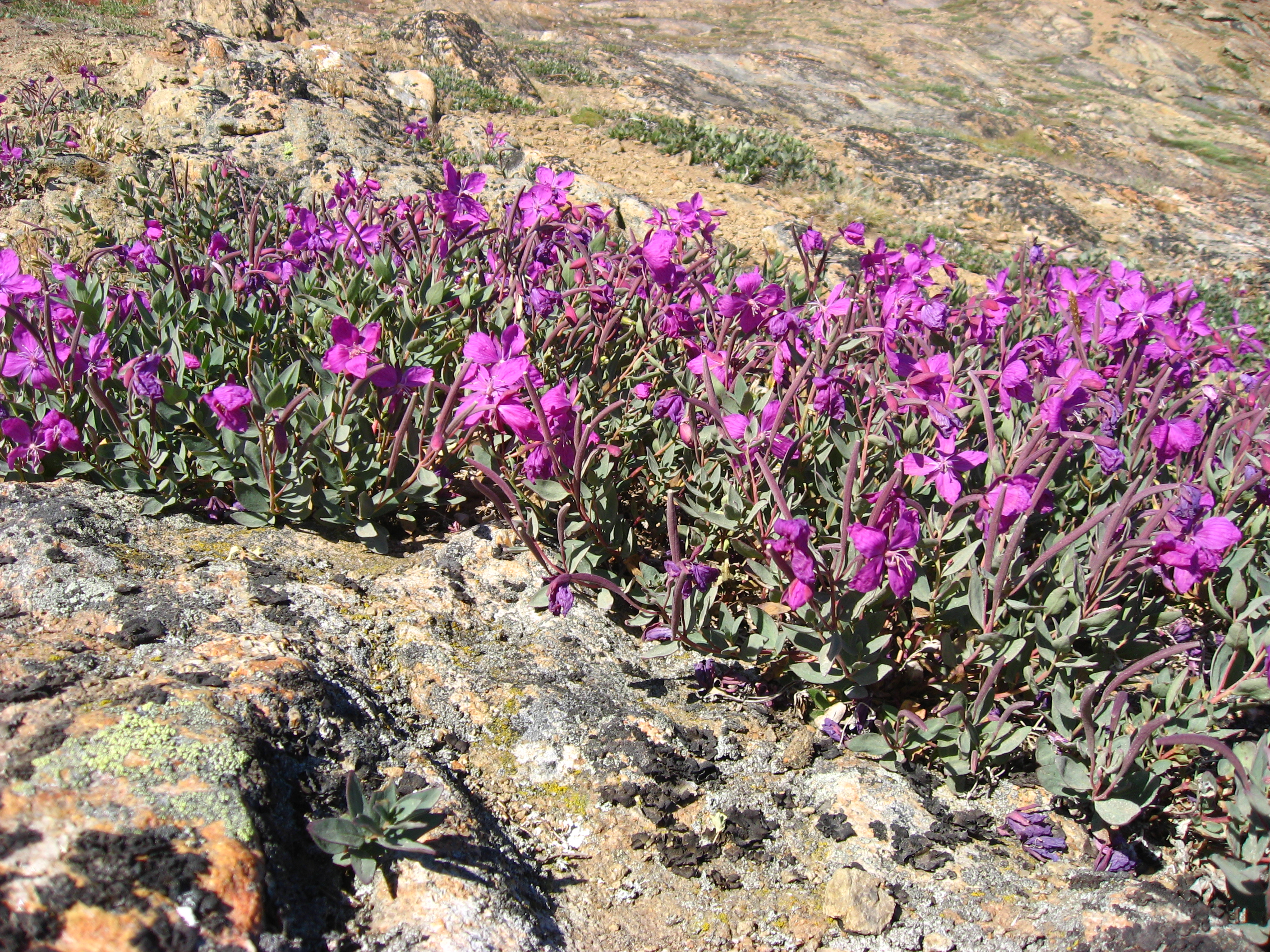
Arktisches Weidenröschen in Grönland

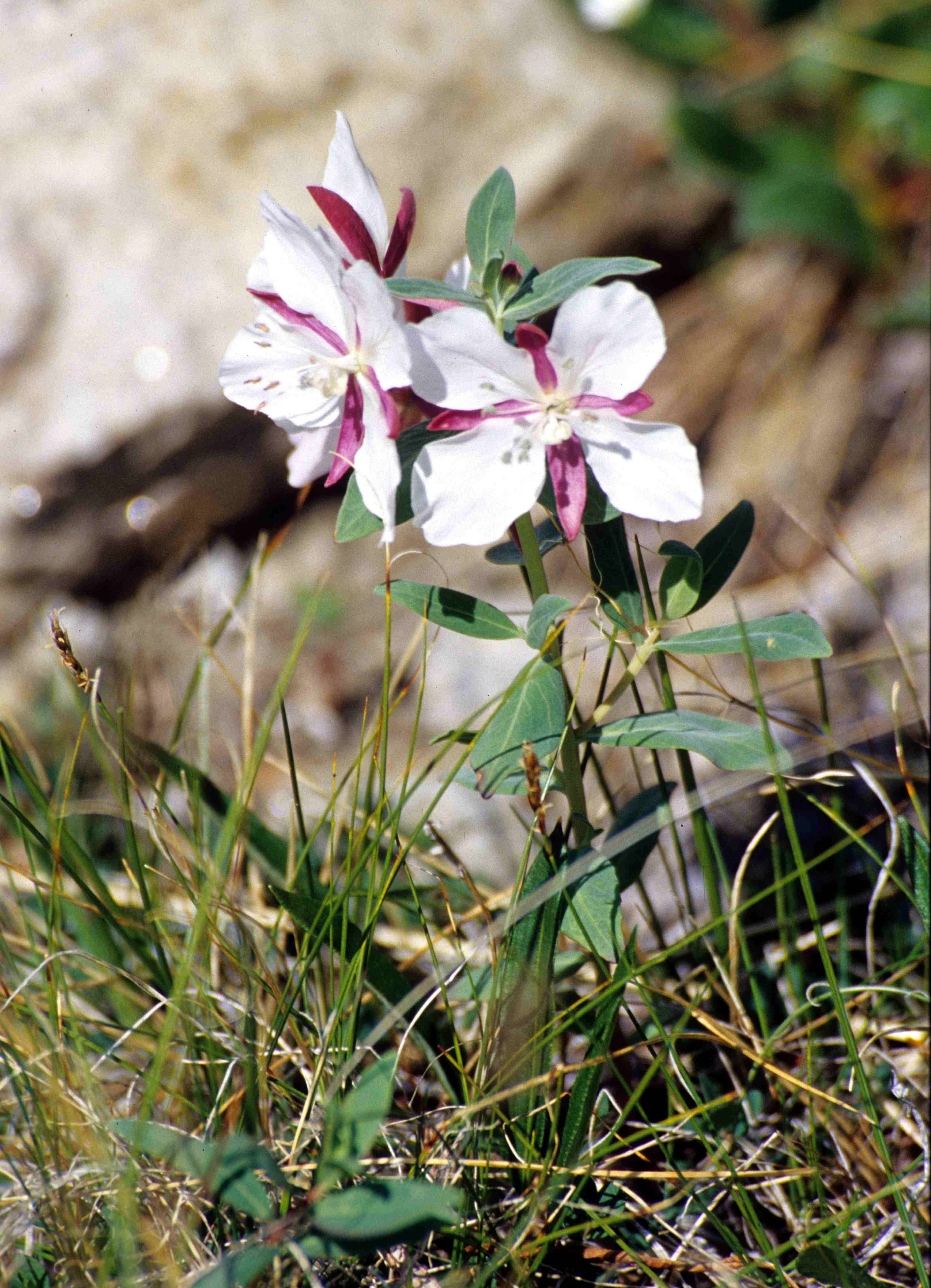
Weißblütiges Zwerg-Weidenröschen im nördlichen Kanada

## Vorkommen
Das Arktische Weidenröschen ist zirkumboreal verbreitet und im Süden seines Areals auf die Hochgebirge beschränkt. In Europa kommt es nur in Island und im nördlichen Russland vor. Viel weiter verbreitet ist es in Asien, wo diese Art vom arktischen Sibirien südwärts über die zentralasiatischen Hochgebirge bis zum Himalaja reicht. In Tibet und den chinesischen Provinzen Qinghai, Xinjiang, sowie nordwestlichen Yunnan gedeiht sie in Höhenlagen von 1600 bis 5200 Meter. In Nordamerika kommt es ebenfalls weit verbreitet von Alaska über Kanada bis Grönland und in den westlichen Bundesstaaten der USA südwärts bis Kalifornien vor.
Das Arktische Weidenröschen kann in kleinen oder auch größeren Gruppen vorkommen – bevorzugt an Flussläufen, auf sandigem, schotterigem oder steinigem Untergrund, aber auch an Schutthängen und auf Trockenheiden.

## Taxonomie
Die Erstveröffentlichung dieser Art erfolgte 1753 durch Carl von Linné unter dem Namen Epilobium latifolium L. in Species Plantarum. Bei einer Abtrennung von Epilobium ist Chamaenerion latifolium (L.) Sweet der gültige Name. Viel gebraucht wird auch das 1972 von Josef Holub veröffentlichte Synonym Chamerion latifolium (L.) Holub. Weitere Synonyme sind: Chamaenerion halimifolium Salisb., Chamaenerion latifolium (L.) Th.Fr. & Lange, Epilobium changaicum Grubov, Epilobium kesamitsui Yamazaki.

## Nationalblume
Das Arktische Weidenröschen gilt als Nationalblume Grönlands. Sein grönländischer Name Niviarsiaq bedeutet "junges Mädchen". Die Partei Siumut führt es als Erkennungszeichen.